# Mokubei, Aoki

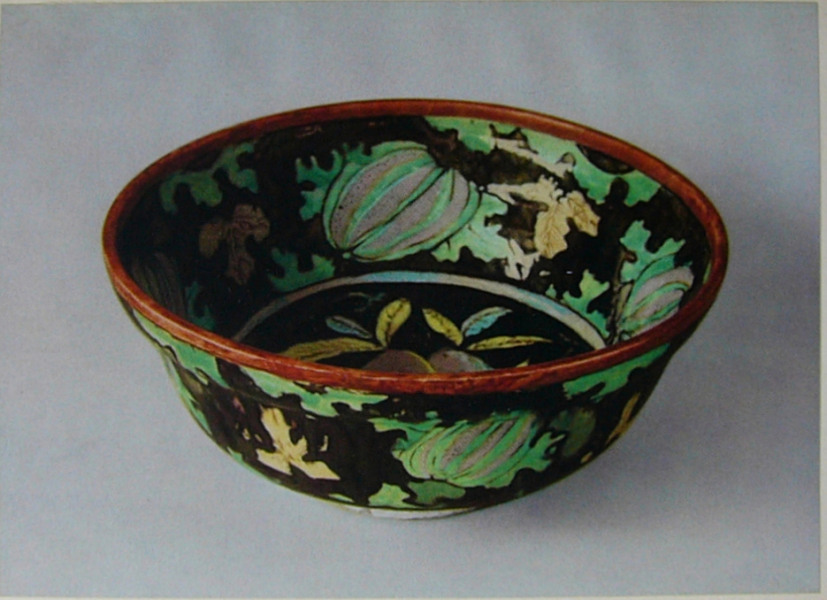
Bol en céramique émaillée à décor de melons sur fond noir par Mokubei, fin XVIIIe siècle.

Mokubei (木米), de son vrai nom : Aoki Yasoachi, surnom : Seirai, nom familier : Kiya Sahē, noms de pinceau : Kukurin, Mokubei, Rōbei, Kokikan, Teiurō, Hyakuroku-Sanjin, né en 1767 à Kyoto, mort en 1833 dans cette même ville, est un peintre et potier japonais.

## Biographie
Amateur d'art éclairé, potier autant que peintre, Mokubei est le type même du lettré esthète avant que d'être artiste, évoluant dans une élite intellectuelle éprise de culture chinoise. Fils ainé d'un patron de maison galante (ou de restaurant) de Kyoto, il est attiré très tôt par les lettres et, dès l'âge de quinze ans, il quitte la maison paternelle, il étudie alors les antiquités, notamment les bronzes, avec Kôfuyô (mort en 1784), graveur de sceau renommé, grand lettré et connaisseur d'art, ami du peintre Ike no Taiga (1723-1776).
Une rencontre plus déterminante encore, pour ce jeune étudiant doué, est celle de Kimaru Kenkado (1736-1802), l'un des hommes les plus cultivés de la Région du Kansai (Kyoto-Osaka), dont la résidence à Osaka est le lieu de la réunion de l'élite intellectuelle et artistique. C'est chez lui que, vers 1796, Mokubai découvre et lit une histoire de la céramique chinoise, le Yinwei bishu de Zhu Yan, qui est pour lui une véritable révélation qui décide de sa carrière. Il en fait même une traduction, commencée en 1804, reprise en 1827 et publiée deux ans après sa mort, le Tôsetsu (en chinois : Taoshuo), commentaire sur la céramique.
Nanti d'une connaissance théorique approfondie, il passe à la pratique, vers l'âge de trente ans, sous la direction du potier Okuda Eisen, connu pour ses copies de porcelaines Ming et ses imitations de Swatow, très appréciées au Japon. Lui-même acquiert bientôt une célébrité certaine, que des commandes princières portent à son comble après 1805, quand il est appelé à travailler pour les Maeda de Kanazawa. De cette époque date une série de céladons fameux, de traditions très différentes.
L'incendie du château de Kanazawa, en 1808, oblige Mokubei à fermer ses fours et à rentrer à Kyoto, retour qui amorce un tournant dans sa carrière artistique, dès lors qu'il se tourne de plus en plus vers la peinture. Ses pièces ne sont pas véritablement novatrices mais elles traduisent l'atmosphère d'une époque, sous ses aspects les plus variés, et font donc de Mokubei l'un des meilleurs potiers de Kyoto au XIXe siècle. Quant à sa peinture, elle n'est pas le fruit d'une formation professionnelle, mais de ses goûts de dilettante averti côtoyant des peintres nanga, auxquels il emprunte des principes esthétiques.
Ces derniers, toutefois, prennent avec lui un tour très particulier puisque aussi bien le peintre et le céramiste ne font qu'un chez cet artiste. Il semble qu'avec le temps, son talent de peintre a quelque peu éclipsé celui de céramiste bien que les œuvres parvenues jusqu'à nous soient relativement rares. La plus ancienne qui nous est connue date de 1798, puis il faut attendre treize ans pour la suivante et encore une dizaine d'années pour voir ce génie pictural parvenir à maturité, sous l'influence probable du paysagiste chinois Jiang Dalai à qui il rend visite à Nagasaki en 1822.
Le thème du paysage a une prédominance absolue dans son œuvre ainsi que le format étroit, tout en hauteur. On peut voir dans ses compositions une certaine influence de l'art céramique, par sa façon de traiter toute la profondeur avec la même intensité, en une succession de temps forts tous également intenses, comme dans un décor de bol, preuve d'une grande originalité et d'une modernité certaine.
La sobriété de sa palette n'est pas le moindre charme de ses paysages qui sont soit tout à fait monochromes, soit légèrement rehaussés de brun et d'indigo, harmonie qui rappelle, elle aussi, un décor céramique. Dans Lever de soleil à Uji (Musée national de Tokyo), l'une de ses compositions favorites, l'alliance de l'indigo, du brun ocre, avec de légers lavis d'encre très mouillée, traduit parfaitement cette fraîcheur matinale, tout en contrebalançant fort heureusement une certaine dramatisation des formes due à la vigueur de son pinceau.
Il semble que son amateurisme aille de pair avec son sens de la liberté créative qui, au lieu de l'enfermer dans les limites étroites de recettes d'école, le pousse toujours vers de nouvelles expériences, loin de toute orthodoxie. Ses paysages, souvent transfigurés par une inspiration plus chinoise que ceux des autres tenants du nanga et par son goût de la recherche, permettant de dire, avec le grand peintre lettré Tanomura Chikuden (1777-1835), qu'il apporte au mouvement nanga « Une étrange saveur et des idées inhabituelles ».

## Musées
- Musée national de Tokyo :
  - Lever de soleil à Uji vers 1824, rouleau en hauteur, encre et couleur sur papier.
  - Chrysanthèmes et rochers, daté 1825, rouleau en hauteur, encre et couleur sur papier.